# Amir Rrahmani
Amir Rrahmani (Pristina, 24 februari 1994) is een Kosovaars-Albanees voetballer, die doorgaans als verdediger speelt. Hij verruilde Hellas Verona in januari 2020 voor SSC Napoli. Rrahmani debuteerde in 2014 eerst in het Albanees en vervolgens in het Kosovaars voetbalelftal.

## Clubcarrière

### Drenica
Rrahmani begon zijn carrière bij KF Drenica, dat uitkomt in de Kosovaarse Superliga. Hij kwam daar tot 40 wedstrijden en één goal.

### Partizan Tirana
In de zomer van 2013 vertrok Rrahmani transfervrij naar Partizan Tirana in de Albanese competitie. Daar speelde hij twee seizoenen en kwam hij tot 66 wedstrijden en drie goals. Aan het einde van zijn tweede seizoen werd hij uitgeroepen tot grootste talent van de competitie.

### RNK Split
Het seizoen 2015/16 speelde Rrahmani naar RNK Split, waar basisspeler was. Aan het begin van zijn tweede seizoen genoot hij echter de interesse van Dinamo Zagreb, dat hem wilde overnemen. Zijn aantal optredens voor Split werd dus maar beperkt tot 41 wedstrijden.

### Dinamo Zagreb
Dinamo Zagreb betaalde 1,6 miljoen euro aan Split om Rrahmani over te nemen. Hij werd eerst een jaar verhuurd aan stadsgenoot Lokomotiva Zagreb. Daarna was hij twee jaar basisspeler bij Dinamo Zagreb. Hij debuteerde bovendien in het seizoen 2018/19 in de UEFA Europa League. 

### Hellas Verona
In de zomer van 2019 trok hij naar de Serie A: Rrahmani tekende een contract voor vier jaar bij Hellas Verona, dat zo'n 2 miljoen euro voor hem neerlegde. Al na een halfjaar betaalde Napoli 20 miljoen euro voor hem. Rrahmani mocht wel het seizoen afmaken bij Hellas Verona.

### Napoli
In de winterstop van het seizoen 2019/20 had Napoli al genoeg gezien en betaalde het 20 miljoen euro voor Rrahmani. Nadat de Kosovaar het seizoen op huurbasis had afgemaakt bij Hellas Verona, debuteerde hij in het seizoen 2020/21 voor Napoli. Na een halfjaar van aanpassen drong hij na de winterstop Nikola Maksimović en Kostas Manolas uit de basis en werd hij een vast koppel met Kalidou Koulibaly.

## Clubstatistieken
| Seizoen         | Club                | Competitie          | Competitie | Competitie | Beker | Beker | Europees | Europees | Totaal | Totaal |
| Seizoen         | Club                | Competitie          | Wed.       | Dlp.       | Wed.  | Dlp.  | Wed.     | Dlp.     | Wed.   | Dlp.   |
| --------------- | ------------------- | ------------------- | ---------- | ---------- | ----- | ----- | -------- | -------- | ------ | ------ |
| 2010/11         | KF Drenica          | Superliga           | 3          | 0          | 0     | 0     | —        | —        | 3      | 0      |
| 2011/12         | KF Drenica          | Superliga           | 17         | 0          | 0     | 0     | —        | —        | 17     | 0      |
| 2012/13         | KF Drenica          | Superliga           | 20         | 1          | 0     | 0     | —        | —        | 20     | 1      |
| 2013/14         | Partizan Tirana     | Kategoria Superiore | 25         | 0          | 4     | 0     | —        | —        | 29     | 0      |
| 2014/15         | Partizan Tirana     | Kategoria Superiore | 34         | 3          | 3     | 0     | —        | —        | 37     | 3      |
| 2015/16         | RNK Split           | 1. HNL              | 34         | 1          | 0     | 0     | —        | —        | 34     | 1      |
| 2016/17         | RNK Split           | 1. HNL              | 7          | 0          | 0     | 0     | —        | —        | 7      | 0      |
| 2016/17         | → Lokomotiva Zagreb | 1. HNL              | 28         | 1          | 3     | 0     | —        | —        | 31     | 1      |
| 2017/18         | Dinamo Zagreb       | 1. HNL              | 25         | 1          | 4     | 0     | 2        | 0        | 31     | 1      |
| 2018/19         | Dinamo Zagreb       | 1. HNL              | 15         | 3          | 4     | 0     | 7        | 0        | 26     | 3      |
| 2019/20         | Hellas Verona       | Serie A             | 36         | 0          | 1     | 0     | —        | —        | 37     | 0      |
| 2020/21         | Napoli              | Serie A             | 16         | 1          | 2     | 0     | 2        | 0        | 20     | 1      |
| 2021/22         | Napoli              | Serie A             | 33         | 4          | 1     | 0     | 7        | 0        | 41     | 4      |
| 2022/23         | Napoli              | Serie A             | 29         | 2          | 0     | 0     | 7        | 0        | 36     | 2      |
| 2023/24         | Napoli              | Serie A             | 23         | 2          | 2     | 0     | 7        | 1        | 32     | 3      |
| Carrière totaal | Carrière totaal     | Carrière totaal     | 345        | 19         | 24    | 0     | 32       | 1        | 401    | 20     |

Bijgewerkt op 28 maart 2024.

## Interlandcarrière

### Albanie

#### Onder-21
Op 23 januari 2013 kreeg Rrahmani een oproep van Albanië U21 voor een vriendschappelijke wedstrijd tegen Macedonië U21 en maakte zijn debuut nadat hij in de 82e minuut opkwam als vervanger in plaats van de geblesseerde Andi Thanoj.

### Albanie
Op 6 juni 2014 kreeg Rrahmani na de goede prestaties met Partizani Tirana en Albanië U21 een oproep uit Albanië voor een vriendschappelijke wedstrijd tegen San Marino  en maakte zijn debuut nadat hij in de 83e minuut als invaller optrad in plaats van geblesseerde Elseid Hysaj. Op 13 november 2015 scoorde hij het eerste doelpunt voor Albanië in de vriendschappelijke wedstrijd tegen Kosovo, een team waar hij later voor zou spelen.

### Kosovo
Op 19 mei 2014 kreeg Rrahmani een oproep uit Kosovo voor de vriendschappelijke wedstrijden tegen Turkije en Senegal. Op 25 mei 2014 maakte hij zijn debuut bij Kosovo in de wedstrijd tegen Senegal nadat hij in de basisopstelling was genoemd. Rrahmani is recordinternational van Kosovo en kwam tot dusver tot 49 interlands.

## Erelijst
| Competitie                        |            |                  |            |            |
| Competitie                        | Aantal     | Jaren            |            |            |
| SSC Napoli                        | SSC Napoli | SSC Napoli       | SSC Napoli | SSC Napoli |
| --------------------------------- | ---------- | ---------------- | ---------- | ---------- |
| Kampioen Serie A                  | 2×         | 2022/23, 2024/25 |            |            |
| Persoonlijk                       |            |                  |            |            |
| Kosovaars voetballer van het jaar | 1×         | 2021             |            |            |

1 Meret ·
4 Buongiorno ·
5 Jesus ·
6 Gilmour ·
7 Neres ·
8 McTominay ·
11 Lukaku ·
12 Turi ·
13 Rrahmani ·
14 Contini ·
15 Billing ·
16 Marín ·
17 Olivera ·
18 Simeone ·
21 Politano ·
22 Di Lorenzo  ·
26 Ngonge ·
29 Hasa ·
30 Mazzocchi ·
37 Spinazzola ·
68 Lobotka ·
81 Raspadori ·
96 Scuffet ·
99 Zambo Anguissa ·
Coach: Conte